# 1907 год в музыке

## События
- 21 февраля — премьера оперы Фредерика Делиуса «Сельские Ромео и Джульетта» в Берлине
- 22 февраля — Томас Бичем дирижирует постановкой этой же оперы Делиуса в Королевском театре Ковент-Гарден в Лондоне
- Президент Мексики Диас Порфирио требует от группы мариачи, выступавшей на вечере в честь госсекретаря Элиу Рут, надеть национальные мексиканские костюмы ярких цветов, называемые чарро; это положило начало фирменному стилю мариачи, который сохраняется до сих пор
- Ферруччо Бузони публикует книгу «Эскиз новой эстетики музыкального искусства»

## Классическая музыка
- Фредерик Делиус — «Песни заката», произведение для двух голосов, хора и оркестра; оркестровый вариант народной песни «Brigg Fair»
- Эрнст фон Донаньи — струнный квартет № 2 ре-бемоль мажор, опус 15
- Эдуард Элгар — сюита «Волшебная палочка юности»
- Рейнгольд Глиэр — Симфония № 2 до-минор
- Густав Холст — Сомерсетская рапсодия
- Генрик Мельцер-Щавиньский — соната для скрипки соль-мажор
- Сергей Рахманинов — Симфония № 2 ми-минор; соната для фортепиано № 1 ре-минор
- Макс Регер — фортепианное трио в ми-миноре, опус 102
- Отторино Респиги — струнный квартет ре-мажор
- Чарльз Вильерс Стэнфорд — «Stabat Mater», опус 96
- Йозеф Сук — Симфония № 2 до-минор («Азраил»)
- Александр Скрябин — соната для фортепиано № 5, опус 53
- Хоакин Турина — фортепианный квинтет, опус 53
- Йорк Боуэн — Концерт для фортепиано № 3 «Фантазия», опус 23; скрипичный концерт до-минор, опус 25
- Хавергал Брайан — «Английская сюита»

## Опера
- Франческо Чилеа — «Глория»
- Жюль Массне — «Тереза»
- Луиджи Манчинелли — «Паоло и Франческа»

## Родились

### Январь
- 7 января
  - Ирен Лидова (ум. 2002) — французский танцевальный критик русского происхождения
  - Никанор Сабалета (ум. 1993) — испанский арфист
- 17 января — Хенк Бадингс (ум. 1987) — нидерландский композитор и музыкальный педагог
- 27 января — Марина Казинец-Шах-Азизова (ум. 2000) — советская и российская балерина и балетный педагог

### Февраль
- 2 февраля — Владимир Машков (ум. 2001) — советский и российский звонарь
- 15 февраля — Жан Лангле (ум. 1991) — французский органист и композитор
- 27 февраля — Милдред Бэйли (ум. 1951) — американская джазовая певица

### Март
- 11 марта — Джесси Мэттьюс (ум. 1981) — британская актриса, певица и танцовщица
- 12 марта — Талиб Садыков (ум. 1957) — советский композитор и дирижёр
- 15 марта — Цара Леандер (ум. 1981) — шведская актриса и певица
- 19 марта
  - Ханс Майер (ум. 2001) — немецкий литературовед, литературный и музыкальный критик
  - Элизабет Мэконки (ум. 1994) — британский композитор
- 26 марта — Вильо Вестеринен (ум. 1961) — финский аккордеонист и композитор

### Апрель
- 5 апреля — Тамара Янкова (ум. 1983) — болгарская пианистка и музыкальный педагог
- 12 апреля — Имоджен Холст[англ.] (ум. 1984) — британский композитор, дирижёр и музыковед
- 18 апреля — Миклош Рожа (ум. 1995) — венгерский и американский композитор
- 21 апреля — Беатрис Кэй[англ.] (ум. 1986) — американская певица и актриса
- 29 апреля — Тино Росси (ум. 1983) — французский певец и актёр

### Май
- 1 мая — Кейт Смит (ум. 1986) — американская певица
- 5 мая — Ёрицунэ Мацудайра (ум. 2001) — японский композитор
- 15 мая — Сигурд Рашер (ум. 2001) — немецкий и американский саксофонист и музыкальный педагог
- 18 мая — Клиффорд Курзон[англ.] (ум. 1982) — британский пианист
- 26 мая — Лев Мазель (ум. 2000) — советский и российский музыковед и музыкальный педагог
- 27 мая — Борис Берлин (ум. 2001) — канадский музыкальный педагог российского происхождения

### Июль
- 19 июля — Гюнтер Биалас (ум. 1995) — немецкий композитор, пианист, дирижёр и музыкальный педагог
- 26 июля — Андре Гертлер (ум. 1998) — бельгийский скрипач и музыкальный педагог венгерского происхождения

### Август
- 8 августа — Бенни Картер (ум. 2003) — американский джазовый музыкант, композитор, аранжировщик и бэндлидер
- 9 августа — Сюзанна Блох (ум. 2002) — американская лютнистка
- 17 августа — Зыгмунт Мыцельский[пол.] (ум. 1987) — польский композитор и музыкальный критик
- 21 августа — Хай Зарет[англ.] (ум. 2007) — американский автор песен

### Сентябрь
- 2 сентября — Томас Майер (ум. 2002) — немецкий дирижёр
- 11 сентября — Лев Оборин (ум. 1974) — советский пианист, композитор и музыкальный педагог
- 29 сентября — Джин Отри (ум. 1998) — американский певец, музыкант и актёр

### Октябрь
- 5 октября — Миссис Миллер[англ.] (ум. 1997) — американская певица
- 12 октября — Вольфганг Фортнер (ум. 1987) — немецкий композитор, дирижёр и музыкальный педагог
- 27 октября — Хельмут Вальха (ум. 1991) — немецкий органист
- 30 октября — Дьёрдь Ранки (ум. 1992) — венгерский композитор

### Ноябрь
- 18 ноября — Компай Сегундо (ум. 2003)  — кубинский певец, гитарист и композитор

### Декабрь
- 4 декабря — Соломон Хромченко (ум. 2002) — советский и израильский певец и музыкальный педагог
- 12 декабря
  - Рой Дуглас[англ.] (ум. 2015) — британский композитор, пианист и аранжировщик
  - Агния Лазовская (ум. 2000) — советская и российская оперная певица (сопрано)
- 25 декабря — Кэб Кэллоуэй (ум. 1994) — американский джазовый певец
- 27 декабря — Виллем ван Оттерло (ум. 1978) — нидерландский дирижёр и композитор
- 28 декабря — Роман Палестер (ум. 1989) — польский композитор и музыкальный педагог

### Без точной даты
- Джеймс Муди[англ.] (ум. 1995) — британский пианист, аранжировщик и композитор

## Скончались
- 19 января — Беньямино Чези (61) — итальянский пианист и музыкальный педагог
- 20 января — Вильям Бертран Бюснах (74) — французский писатель, драматург и либреттист
- 5 февраля — Людвиг Тюйе (45) — немецкий композитор и музыкальный педагог австрийского происхождения
- 28 февраля — Розина Брэндрэм[англ.] (61) — британская оперная певица (контральто) и актриса
- 1 марта — Август Маннс[англ.] (81) — британский дирижёр немецкого происхождения
- 4 марта — Василий Бессель (63) — русский музыкальный издатель
- 16 марта — Теофиль Антони (57) — бельгийский флейтист
- 28 марта — Павел Бларамберг (65) — русский композитор и музыкальный педагог
- 3 апреля — Дезире Арто (71) — бельгийская и немецкая оперная певица (меццо-сопрано)
- 4 апреля — Люсиль Гран (87) — датская и немецкая балерина
- 17 мая — Эрнест Кёлер (57) — итальянский и русский флейтист и композитор
- 1 июня — Рихард Мюльфельд (51) — немецкий кларнетист
- 2 июня — Анастасий Дрешер (62) — немецкий пианист, композитор и музыкальный педагог польского происхождения
- 4 июня — Агата Баккер-Грёндаль (59) — норвежская пианистка и композитор
- 30 июня — Иоганн Бува (79) — австрийский музыкальный педагог чешского происхождения
- 23 июля — Уильям Шекспир Хэйз[англ.] (70) — американский поэт и автор текстов песен
- 15 августа — Йозеф Иоахим (76) — австро-венгерский скрипач и композитор
- 4 сентября — Эдвард Григ (64) — норвежский композитор, пианист и дирижёр
- 17 сентября — Игнац Брюлль (60) — австрийский композитор, пианист и музыкальный педагог
- 4 октября — Альфредо Кейль (57) — португальский поэт, композитор и художник, автор музыки государственного гимна Португалии
- 9 октября — Ромуальдо Маренко (66) — итальянский композитор
- 10 октября — Шарль Данкла (89) — французский скрипач и композитор
- 6 ноября — Софи Крувелли (81) — немецкая оперная певица (сопрано)
- 8 ноября — Мари Сасс (73) — французская оперная певица (сопрано) и музыкальный педагог бельгийского происхождения
- 20 ноября — Гаэтано Брага (78) — итальянский виолончелист и композитор